# Fraxinus cuspidata
Fraxinus cuspidata är en syrenväxtart som beskrevs av John Torrey. Fraxinus cuspidata ingår i släktet askar, och familjen syrenväxter. Inga underarter finns listade i Catalogue of Life.